# Plymouth (Connecticut)
Plymouth is een town in Litchfield County, Connecticut, Verenigde Staten. Volgens de census van 2005, heeft de plaats 12183 inwoners en 4453 huishoudens. Terryville is een dorp wat bij Plymouth hoort.

## Bekende inwoners
- Eli Terry Sr (1772-1852), uitvinder en horlogemaker in Connecticut.
- Calista Flockhart, actrice